# M-60P装甲兵員輸送車
M-60P装甲兵員輸送車は、ユーゴスラビア社会主義連邦共和国が開発した装甲兵員輸送車である。

## 概要
ユーゴスラビアが自国開発した装軌式の装甲兵員輸送車で、1965年にユーゴスラビアで行われた軍事パレードで初めて公開され、一時期はM590とも呼ばれていた。
車体は全溶接構造の箱型で、エンジンはシュタイヤー社製FAMOSディーゼルエンジン、懸架装置は第二次世界大戦後ソビエト連邦から供与されたSU-76自走砲の懸架装置をベースに開発したものを使用した。
車内配置は前部が操縦室となっており、左側に操縦手、右側に副操縦手、操縦室の後方左側に車長が位置し、後部は定員10名の兵員室となっている。兵員室後方には観音開き式の乗降用ドアがあり、兵員室上部にもハッチを備える。
武装は主武装として操縦室後方右側に位置するキューポラにM2 12.7mm重機関銃が、副武装として車体前面右側に副操縦手が操作する7.92mm機関銃が装備されており、他に兵員室左右に3箇所ずつ、後部乗降用ドアに2箇所のガンポートが設けられている。
本車はユーゴスラビア紛争で使用され、紛争終了後もクロアチアなど、旧ユーゴスラビア諸国で使用されている。

## 派生型
M-60PB
車体後部に2門の82mm無反動砲を装備した対戦車車両[:ru]

## 運用国
- クロアチア - 2024年時点で、クロアチア陸軍が4両のM-60を保有[1]。